# St. Johannes-Evangelist (Rab)

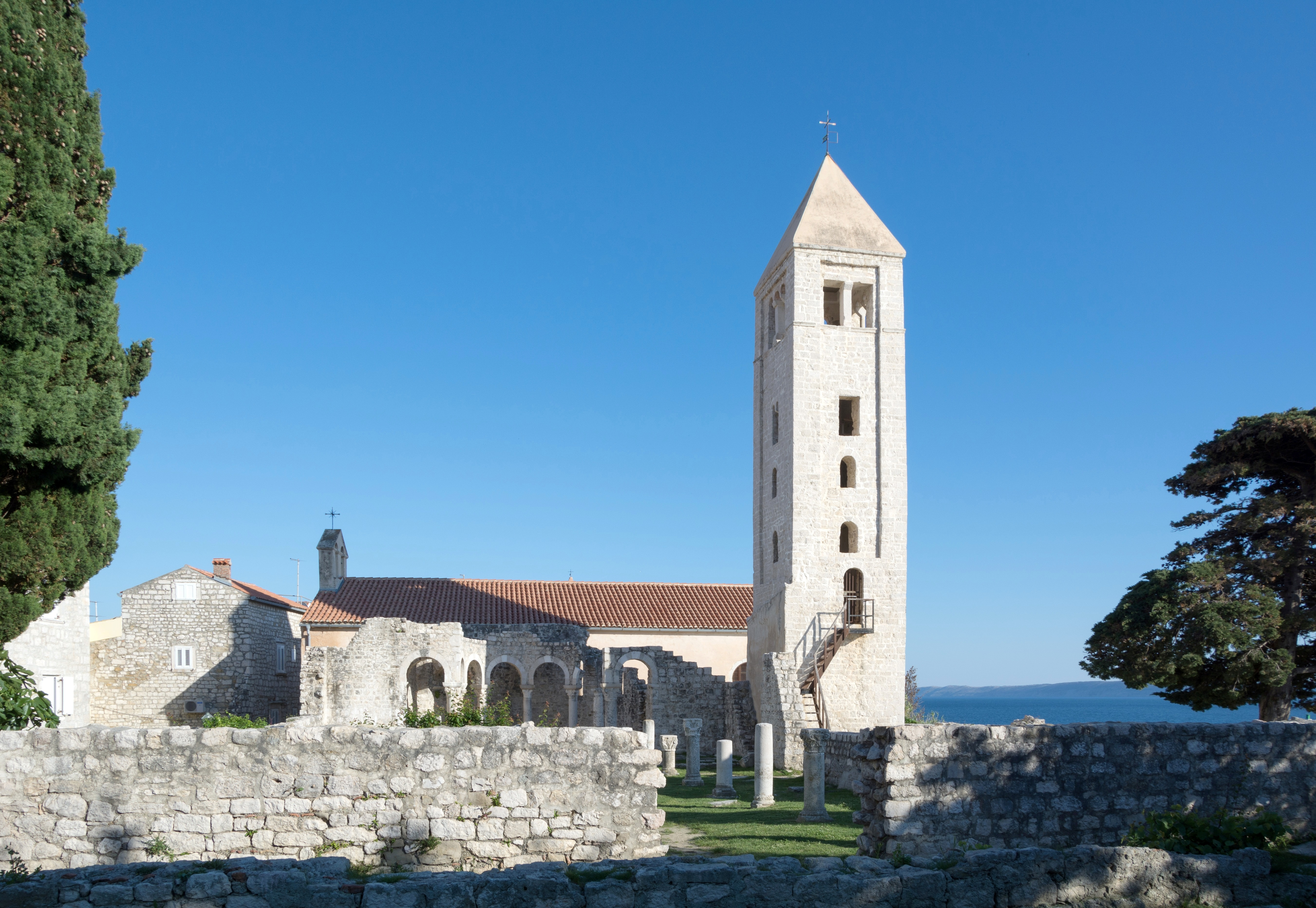
St.-Johannes-Evangelist-Kirche 2014

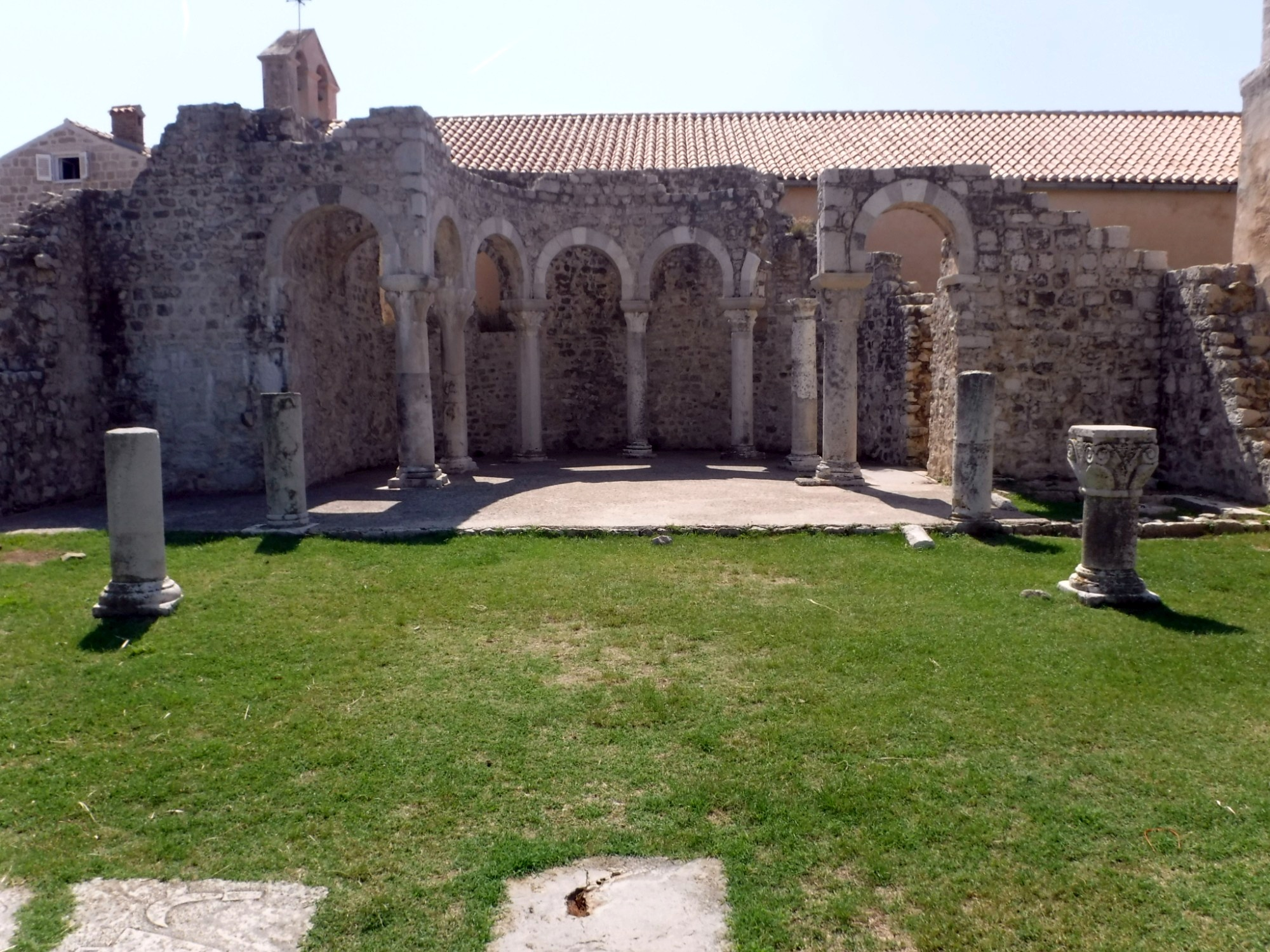
Ehemaliges Kirchenschiff

Die St.-Johannes-Evangelist-Kirche ist eine Kirchenruine in Rab in Kroatien.

## Geschichte
Auf dem Platz der St.-Johannes-Evangelist-Kirche stand schon im 5. Jahrhundert nach Christus eine dreischiffige Basilika mit halbkreisförmiger Apsis, die an der Stelle eines bedeutenden alten öffentlichen Gebäudes erbaut wurde.
Die heute nur noch in Teilen vorhandene frühromanische Kirche wurde wahrscheinlich im 10. und 11. Jahrhundert erbaut, als die Benediktiner nach Rab kamen. Die heutige Apsis mit fünf Strebepfeilern wurde über der zerstörten altchristlichen Kirche errichtet. Schriftlich erwähnt wird die Kirche Ende des 12. Jahrhunderts von Benediktinern. Diese gaben sie in der zweiten Hälfte des 13. Jahrhunderts auf. 1278 übergaben sie der Bischof von Rab und der Chronist Gregor Hermolais den Franziskanern. Bei der Teilung des Ordens Mitte des 15. Jahrhunderts verblieb der Orden im Besitz der Franziskaner der Minoriten. Diese verließen das Kloster schließlich im Jahre 1783, wodurch der Orden auf Rab nicht mehr präsent war. Die Diözese Rab wurde in den 1820er Jahren aufgegeben, seitdem verfiel die Kirche. Das Inventar wurde auf andere Raber Kirchen übertragen.
Der westliche Teil des Klostergebäudes wurde vollständig abgetragen. An dieser Stelle errichtete der Ban von Posavina unter Verwendung des Baumaterials des übrigen Klosters und der Kirche ein Herrenhaus. Ende des 19. Jahrhunderts brach das Dach der Kirche ein.
Von 1991 bis 1995 fanden Restaurierungsarbeiten am Glockenturm und am Kirchenschiff statt. Die frühchristlichen Mosaike, Kapitelle, Steinrelikte und anderen Kunstwerke wurden entfernt und gesichert.
Im Jahr 2007 fand die St.-Johannes-Evangelist-Kirche landesweit in den Nachrichten Erwähnung, nachdem zwei vierzehnjährige Mädchen Suizid begangen hatten, indem sie vom Glockenturm gesprungen waren.

## Architektur

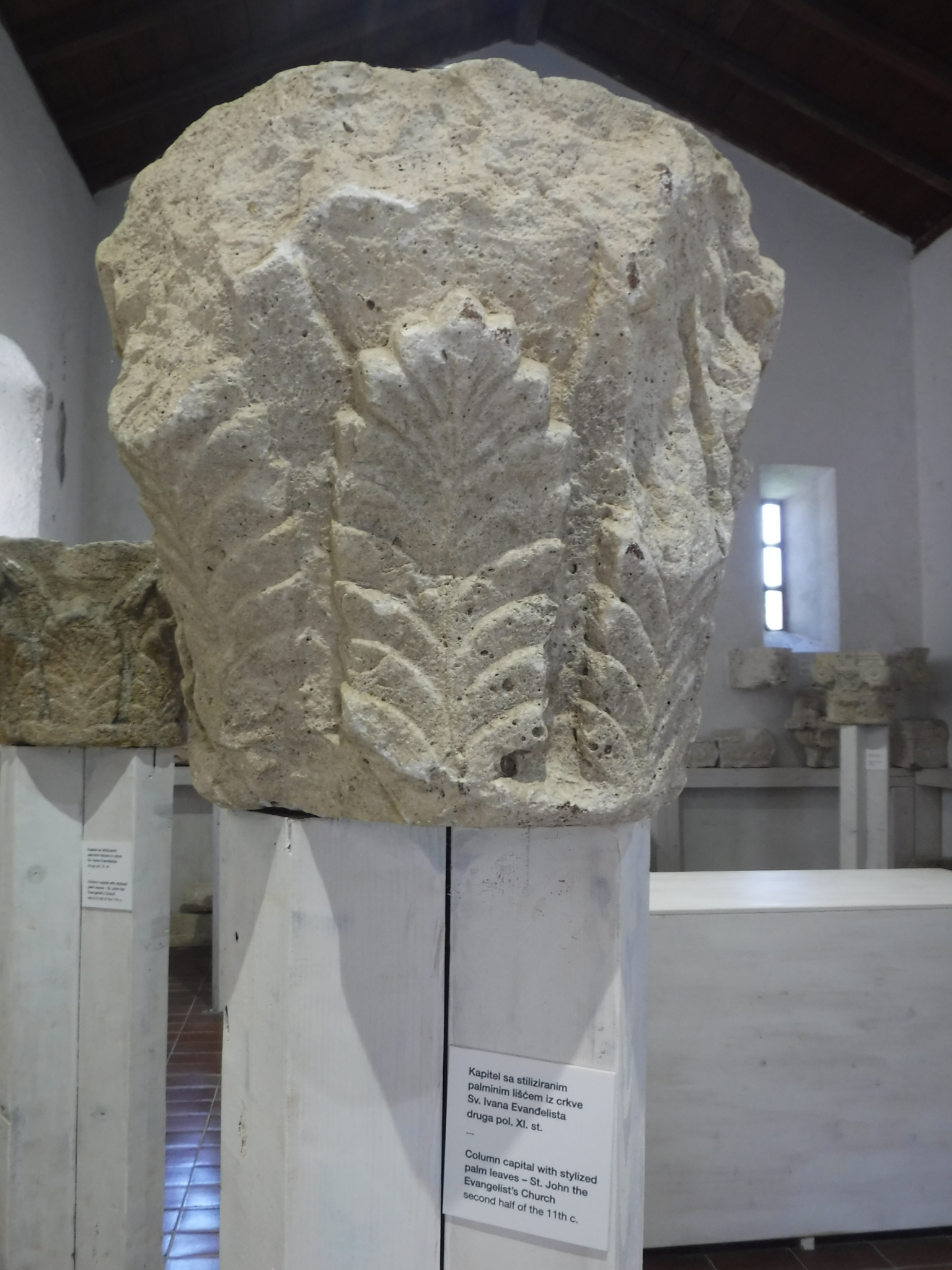
Kapitell aus der Kirche

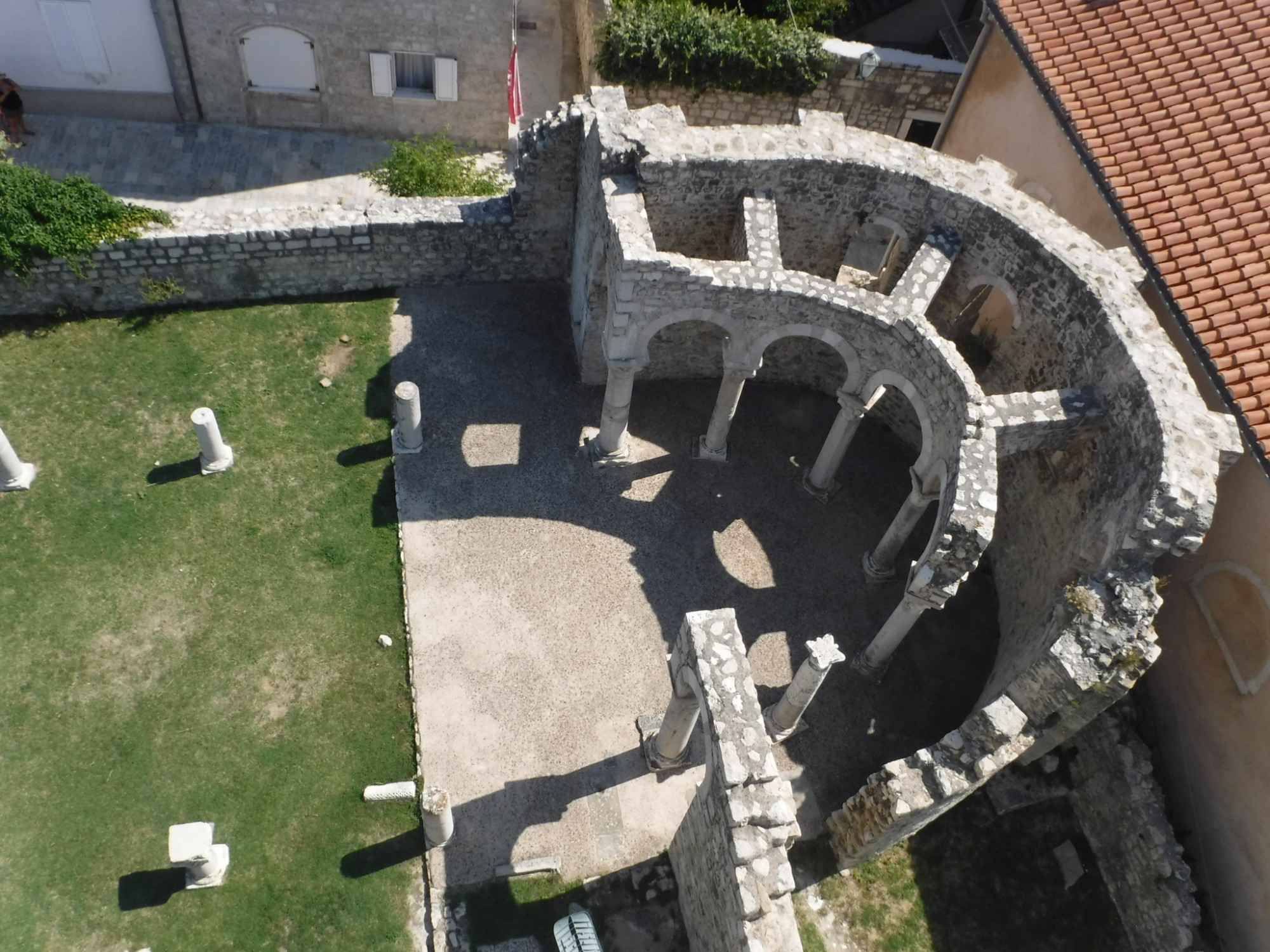
Chorumgang (Ansicht vom Kirchturm)

Von der ursprünglichen Kirche aus dem 5. Jahrhundert haben sich nur kleinere Mosaikreste im Altarbereich und im Seitenschiff sowie charakteristische Mäanderornamente entlang des inneren Randes der Apsis erstreckt, erhalten. Außerdem eine brustförmige Steinreliquie.
Die romanische Kirche hatte drei Schiffe. Das Hauptschiff war mehr als doppelt so breit wie die Seitenschiffe.
Der Chorumgang aus dem 11. Jahrhundert ist der einzige in Kroatien. Er besteht aus sieben Säulen (von denen eine polygonal ist, als Außenpfeiler dient und wahrscheinlich noch aus dem 5. Jahrhundert stammt), die durch sechs Halbkreisbögen miteinander verbunden sind. Die Säulen sind mit Akanthuspflanzen und Palmblättern verziert. Sieben Bögen verbinden die Säulen mit der Innenseite der Apsis. Diese stützen sich auf flache und einfach schräg geschnittene Imposte. Aus der zweiten Hälfte des 12. Jahrhunderts befindet sich eine Inschrift auf dem Sturz mit den Namen der Meister Mundo und Radavito.
Der romanische, 20 Meter hohe Glockenturm wurde im Jahr 1181 am Ende der Südmauer und in der Nähe des Altars errichtet und im Laufe der Jahrhunderte immer wieder umgebaut. Er diente als Beobachtungsposten über die Stadt und das offene Meer. Im Erdgeschoss befand sich eine kleine Kapelle für Reliquien. Im Jahr 1471 wurde der Turm von den Baumeistern Ilija und Marko teilweise erneuert und umgebaut.
Im 15. Jahrhundert baute der Bildhauer Aleši, ein Mitarbeiter von Giorgio da Sebenico, die ersten Kapellen in der Kirche für die Familien Scaff und Cernotta.
Von der ehemaligen Basilika sind heute Überreste des romanischen Glockenturms, der Fundamente und Teile der Pfeiler sowie des restaurierten romanischen Chorumgangs erhalten. Vom Kloster finden sich im westlichen Teil des Komplexes der Kreuzgang und im Süden der mit Kreuzgewölben gesäumte Kapitelsaal.